# Suprema Corte da Austrália
A Suprema Corte (português brasileiro) ou Supremo Tribunal (português europeu) da Austrália (em inglês:  High Court of Australia) é o supremo tribunal na hierarquia da corte australiana e a corte final de apelação na Austrália. Tem jurisdição original e de apelação, tem o poder de revisão judicial sobre as leis aprovadas pelo Parlamento da Austrália e dos parlamentos dos estados e interpreta a Constituição da Austrália. O Tribunal Supremo tem o mandato pelo artigo 71 da Constituição, que confere no poder judicial australiano. O Tribunal Supremo foi constituído pelo poder judicial da Lei de 1903. 
Encontra-se em Camberra, Território da Capital Australiana. 